# Artéria cremastérica
A artéria cremastérica (artéria espermática externa) é uma ramo da artéria epigástrica inferior o qual acompanha o funículo espermático, e supre o músculo cremaster e outras estruturas do funículo, anastomosando-se com a artéria espermática interna (nas mulheres é muito pequena e acompanha o ligamento redondo).